# Абевил Сен Лисјен
Абевил Сен Лисјен (фр. Abbeville-Saint-Lucien) насеље је и општина у североисточној Француској у региону Пикардија, у департману Оаза која припада префектури Клермон.
По подацима из 2011. године у општини је живело 523 становника, а густина насељености је износила 99,43 становника/km². Општина се простире на површини од 5,26 km². Налази се на средњој надморској висини од 159 метара (максималној 156 m, а минималној 130 m).

## Демографија
| 1962. | 1968. | 1975. | 1982. | 1990. | 1999. | 2011. |
| ----- | ----- | ----- | ----- | ----- | ----- | ----- |
| 221   | 232   | 221   | 296   | 329   | 506   | 523   |

График промене броја становника у току последњих година